# Ángel o demonio (película)
Ángel o demonio es una película musical mexicana de 1947 dirigida por Víctor Urruchúa y protagonizada por María Antonieta Pons y Armando Calvo. 

## Argumento
Al llegar a la Ciudad de México, el escritor Gabriel Araiza (Armando Calvo) conoce a Blanca (María Antonieta Pons), una joven de la cual se enamora a primera vista. Ella lo inspira para escribir una novela, pero al enterarse de que ella trabaja en un cabaret rompe su relación. Ella logra convencerle de su amor, se casan y tienen dos hijos. Tiempo después, la mujer reanuda relaciones con Javier (Fernando Casanova), su antiguo amante y es sorprendida por su marido El hijo menor, que estaba muy enfermo, fallece. El escritor intenta suicidarse, pero desiste al pensar en su hija. Finalmente decide irse de México llevándose a la niña.

## Reparto
- María Antonieta Pons ... Blanca
- Armando Calvo ... Gabriel Araiza
- Daniel "Chino" Herrera ... Carlos, el Chino
- Fernando Casanova ... Javier
- Queta Lavat ... Isabel
- Manuel Sánchez Navarro ... Señor Trueba
- Juan Bruno Tarraza ... Cantante
- Lilia Prado ... Invitada a la fiesta

## Comentarios
Película inspirada en una novela de José Navarro Costabella, acerca de una mujer que tiene dos personalidades: una ingenua; la otra audaz y atrevida, que la lleva a dedicarse de forma secreta a la vida de cabaret. La parte autodestructiva de la mujer termina dominándola, perdiendo la oportunidad de ser feliz con su marido, lo cual para 1947, era todo un escándalo.